# Duitsland op de Olympische Zomerspelen 1896

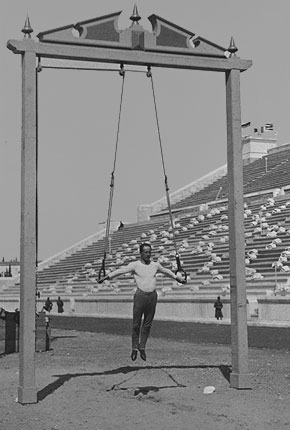
Hermann Weingärtner, drievoudig Olympisch turnkampioen in 1896 en tweemaal zilver en eenmaal brons.

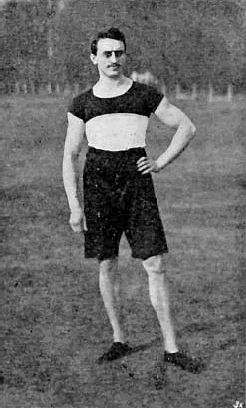
Fritz Hofmann, tweevoudig Olympisch turnkampioen in 1896 en eenmaal zilver en brons.

Tijdens de Olympische Zomerspelen van 1896, die in Athene werden gehouden, nam Duitsland deel met negentien sporters. In totaal werden er dertien medailles verdiend; zes gouden, vijf zilveren en twee bronzen. In het turnen bleken de Duitsers oppermachtig.

## Medailleoverzicht
| Sport      | Olympiër | Discipline         | Medaille |
| ---------- | --- | ------------------ | -------- |
| turnen     | Alfred Flatow | brug (m)           | Goud     |
| turnen     | Conrad Böcker Alfred Flatow Gustav Flatow Georg Hilmar Fritz Hofmann Fritz Manteuffel Karl Neukirch Richard Röstel Gustav Schuft Carl Schuhmann Hermann Weingärtner | brug team (m)      | Goud     |
| turnen     | Hermann Weingärtner | rekstok (m)        | Goud     |
| turnen     | Conrad Böcker Alfred Flatow Gustav Flatow Georg Hilmar Fritz Hofmann Fritz Manteuffel Karl Neukirch Richard Röstel Gustav Schuft Carl Schuhmann Hermann Weingärtner | rekstok team (m)   | Goud     |
| turnen     | Carl Schuhmann | sprong (m)         | Goud     |
| Worstelen  | Carl Schuhmann | Grieks-Romeins (m) | Goud     |
| Atletiek   | Fritz Hofmann | 100m (m)           | Zilver   |
| turnen     | Alfred Flatow | rekstok (m)        | Zilver   |
| turnen     | Hermann Weingärtner | paard voltige (m)  | Zilver   |
| turnen     | Hermann Weingärtner | ringen (m)         | Zilver   |
| Wielrennen | August von Gödrich | wegwedstrijd (m)   | Zilver   |
| turnen     | Hermann Weingärtner | sprong (m)         | Brons    |
| turnen     | Fritz Hofmann | touwklimmen (m)    | Brons    |

## Deelnemers en resultaten

### Atletiek
| Olympiër        | Discipline             | Resultaat | Prestatie                                |
| --------------- | ---------------------- | --------- | ---------------------------------------- |
| Fritz Hofmann   | 100m (m)               | series    | serie 1: 5de                             |
| Kurt Dörry      | 100m (m)               | Zilver    | serie 3: 2de in 12,6 finale: 2de in 12,2 |
| Friedrich Traun | 100m (m)               | series    | serie 3: 3de in 13,5                     |
| Kurt Dörry      | 400m (m)               | series    | serie 1: 3-4e                            |
| Fritz Hofmann   | 400m (m)               | 4e        | serie 1: 2de in 58,6 finale: 4de in 55,6 |
| Friedrich Traun | 800m (m)               | series    | serie 1: 3de                             |
| Karl Galle      | 1500m (m)              | 4e        | 4.39,0                                   |
| Kurt Dörry      | 110m horden (m)        | series    | serie 2: 3-4de (tijd onbekend)           |
| Carl Schuhmann  | verspringen (m)        | 8e        | 5,70m                                    |
| Fritz Hofmann   | hink-stap-springen (m) | 6-7e      |                                          |
| Carl Schuhmann  | hink-stap-springen (m) | 5e        |                                          |
| Fritz Hofmann   | hoogspringen (m)       | 5e        | 1,55 m                                   |
| Fritz Hofmann   | kogelstoten (m)        | 5-7e      |                                          |
| Carl Schuhmann  | kogelstoten (m)        | 5-7e      |                                          |

### Gewichtheffen
Carl Schuhmann (die ook in de atletiek, bij het turnen en worstelen deelnam) tilde evenveel als de winnaar van het brons. Maar omdat Schuhmanns stijl minder was, eindigde hij op de vierde plaats.
| Olympiër       | Discipline      | Resultaat | Prestatie |
| -------------- | --------------- | --------- | --------- |
| Carl Schuhmann | twee-handig (m) | 4e        | 90,0 kg   |

### Tennis
De enige Duitse tennisser, Friedrich Traun, kwam ook uit in de atletiek. Traun verloor van de Brit Boland in de eerste ronde van het enkelspeltoernooi. Ze speelden samen in het dubbelspel waarbij ze het goud wonnen. De gouden medaille is officieel toegekend aan het gemengd team en dus niet aan Duitsland.
| Olympiër        | Discipline    | Resultaat | Prestatie                    |
| --------------- | ------------- | --------- | ---------------------------- |
| Friedrich Traun | enkelspel (m) | 8e        | 1ste ronde: V van GBR Boland |

### Turnen
Duitsland nam met elf deelnemers aan het turnen deel, waaronder Fritz Hofmann die ook in de atletiek uitkwam en Carl Schuhmann die ook in de atletiek, bij het gewichtheffen en bij het worstelen deelnam. Duitsland domineerde het turnen. Vijf van de acht onderdelen werden gewonnen en in elk onderdeel werd een medaille gewonnen.
| Olympiër | Disciplines       | Resultaat | Prestatie |
| --- | ----------------- | --------- | --------- |
| Konrad Böcker | brug (m)          | onbekend  |           |
| Alfred Flatow | brug (m)          | Goud      |           |
| Gustav Flatow | brug (m)          | onbekend  |           |
| Georg Hilmar | brug (m)          | onbekend  |           |
| Fritz Manteuffel | brug (m)          | onbekend  |           |
| Karl Neukirch | brug (m)          | onbekend  |           |
| Richard Röstel | brug (m)          | onbekend  |           |
| Gustav Schuft | brug (m)          | onbekend  |           |
| Carl Schuhmann | brug (m)          | onbekend  |           |
| Hermann Weingärtner | brug (m)          | onbekend  |           |
| Konrad Böcker | paard voltige (m) | onbekend  |           |
| Alfred Flatow | paard voltige (m) | onbekend  |           |
| Gustav Flatow | paard voltige (m) | onbekend  |           |
| Georg Hilmar | paard voltige (m) | onbekend  |           |
| Fritz Manteuffel | paard voltige (m) | onbekend  |           |
| Karl Neukirch | paard voltige (m) | onbekend  |           |
| Richard Röstel | paard voltige (m) | onbekend  |           |
| Gustav Schuft | paard voltige (m) | onbekend  |           |
| Carl Schuhmann | paard voltige (m) | onbekend  |           |
| Hermann Weingärtner | paard voltige (m) | Zilver    |           |
| Konrad Böcker | rekstok (m)       | onbekend  |           |
| Alfred Flatow | rekstok (m)       | Zilver    |           |
| Gustav Flatow | rekstok (m)       | onbekend  |           |
| Georg Hilmar | rekstok (m)       | onbekend  |           |
| Fritz Manteuffel | rekstok (m)       | onbekend  |           |
| Karl Neukirch | rekstok (m)       | onbekend  |           |
| Richard Röstel | rekstok (m)       | onbekend  |           |
| Gustav Schuft | rekstok (m)       | onbekend  |           |
| Carl Schuhmann | rekstok (m)       | onbekend  |           |
| Hermann Weingärtner | rekstok (m)       | Goud      |           |
| Konrad Böcker | ringen (m)        | onbekend  |           |
| Alfred Flatow | ringen (m)        | onbekend  |           |
| Gustav Flatow | ringen (m)        | onbekend  |           |
| Carl Schuhmann | ringen (m)        | onbekend  |           |
| Hermann Weingärtner | ringen (m)        | Zilver    |           |
| Konrad Böcker | sprong (m)        | onbekend  |           |
| Alfred Flatow | sprong (m)        | Zilver    |           |
| Gustav Flatow | sprong (m)        | onbekend  |           |
| Georg Hilmar | sprong (m)        | onbekend  |           |
| Fritz Manteuffel | sprong (m)        | onbekend  |           |
| Karl Neukirch | sprong (m)        | onbekend  |           |
| Richard Röstel | sprong (m)        | onbekend  |           |
| Gustav Schuft | sprong (m)        | onbekend  |           |
| Carl Schuhmann | sprong (m)        | Goud      |           |
| Hermann Weingärtner | sprong (m)        | Brons     |           |
| Fritz Hofmann | touwklimmen (m)   | Goud      | 12,5m     |
| Conrad Böcker Alfred Flatow Gustav Flatow Georg Hilmar Fritz Hofmann Fritz Manteuffel Karl Neukirch Richard Röstel Gustav Schuft Carl Schuhmann Hermann Weingärtner | brug team (m)     | Goud      |           |
| Conrad Böcker Alfred Flatow Gustav Flatow Georg Hilmar Fritz Hofmann Fritz Manteuffel Karl Neukirch Richard Röstel Gustav Schuft Carl Schuhmann Hermann Weingärtner | rekstok team (m)  | Goud      |           |

### Wielersport
Duitsland haalde de enige medaille bij het wielrennen bij de wegwedstrijd.
| Olympiër            | Discipline       | Resultaat | Prestatie      |
| ------------------- | ---------------- | --------- | -------------- |
| Theodor Leupold     | tijdrit (m)      | 5e        | 27,0           |
| Joseph Rosemeyer    | tijdrit (m)      | 8e        | 27,2           |
| Joseph Rosemeyer    | sprint (m)       | DNF       | niet gefinisht |
| Joseph Rosemeyer    | 10km (m)         | 4e        | onbekend       |
| Bernhard Knubel     | 100km (m)        | DNF       | niet gefinisht |
| Theodor Leupold     | 100km (m)        | DNF       | niet gefinisht |
| Joseph Rosemeyer    | 100km (m)        | DNF       | niet gefinisht |
| Joseph Welzenbacher | 100km (m)        | DNF       | niet gefinisht |
| Joseph Welzenbacher | 12 uren (m)      | DNF       | niet gefinisht |
| August von Gödrich  | wegwedstrijd (m) | Zilver    | 3:42.18        |

### Worstelen
Carl Schuhmann (die ook in de atletiek, bij het gewichtheffen en bij het turnen deelnam)
streed eerst tegen Launceston Elliot, de winnaar bij het eenhandig gewichtheffen en hij versloeg hem vrij eenvoudig. Hij ontving een bye voor de halve finale zodat hij direct in de finale stond. Na 40 minuten werd deze wedstrijd vanwege invallende duisternis afgebroken. De volgende ochtend won Schuhmann de wedstrijd snel.
| Olympiër       | Discipline         | Resultaat | Prestatie                                                                                     |
| -------------- | ------------------ | --------- | --------------------------------------------------------------------------------------------- |
| Carl Schuhmann | Grieks-Romeins (m) | Goud      | kwartfinale: W van GBR Launceston Elliot halve finale: vrij finale: W van GRE Georgios Tsitas |

Australië · Bulgarije · Chili · Denemarken · Duitsland · Frankrijk · Griekenland · Groot-Brittannië · Hongarije · Italië · Oostenrijk · Verenigde Staten · Zweden · Zwitserland · Gemengde teams